# Rally di Turchia 2003
Il Rally di Turchia 2003, ufficialmente denominato 4th Rally of Turkey, è stata la terza prova del campionato del mondo rally 2003 nonché la quarta edizione del Rally di Turchia e la prima con valenza mondiale. La manifestazione si è svolta dal 27 febbraio al 2 marzo sui duri sterrati che attraversano le zone montuose del Tauro, nella provincia di Antalya, con base a Kemer, località balneare situata a circa 45 km da Antalya, capoluogo dell'omonima provincia; Kemer fu inoltre sede unica del parco assistenza per tutti i concorrenti.
L'evento è stato vinto dallo spagnolo Carlos Sainz, navigato dal connazionale Marc Martí, alla guida di una Citroën Xsara WRC della squadra ufficiale Citroën Total, davanti alla coppia britannica formata da Richard Burns e Robert Reid, su Peugeot 206 WRC del team Marlboro Peugeot Total, e a quella belga composta da François Duval e Stéphane Prévot, su Ford Focus RS WRC 02 della scuderia Ford Rallye Sport.
Con questa vittoria, Carlos Sainz raggiunse Colin McRae, suo compagno di squadra in stagione, in vetta alla classifica dei piloti più vittoriosi in gare mondiali, attestandosi anch'egli a 25 successi iridati.
In Turchia si disputava anche la seconda tappa del campionato Junior WRC, che ha visto vincere l'equipaggio finlandese costituito da Kosti Katajamäki e Miikka Anttila, su Volkswagen Polo S1600.

## Dati della prova
| Denominazione ufficiale             | Rally of Turkey                               |
| Edizione N°                         | 4                                             |
| Tappa N°                            | 3 di 14                                       |
| Data manifestazione                 | da giovedì 27/02/2003 a domenica 02/03/2003   |
| Sede ospitante                      | Kemer (provincia di Adalia)                   |
| Sede del parco assistenza           | Kemer (provincia di Adalia)                   |
| Superficie                          | Terra                                         |
| Iscritti                            | 70                                            |
| Partiti                             | 60                                            |
| Arrivati                            | 26 (43,3%)                                    |
| Prove speciali                      | 18                                            |
| Prova più breve                     | 1,55 km (PS1: Efes Pilsen SSS)                |
| Prova più lunga                     | 29,87 km (PS4 e PS6: Silyon)                  |
| Prova più lenta                     | velocità media di 66,21 km/h (PS10: Myra 1)   |
| Prova più veloce                    | velocità media di 88,30 km/h (PS14: Simena 2) |
| Lunghezza prove speciali            | 337,88 km (25,4% della distanza totale)       |
| Lunghezza complessiva trasferimenti | 855,97 km                                     |
| Distanza totale                     | 1193,85 km                                    |

## Itinerario
| Frazione   | Data   | Prova  | Ora    | Nome                        | Lunghezza | Totale    |
| ---------- | ------ | ------ | ------ | --------------------------- | --------- | --------- |
| Frazione 1 | 27 feb | PS1    | 19:00  | Efes Pilsen SSS             | 1,55 km   | 95,35 km  |
| Frazione 1 | 28 feb |        | 08:03  | Assistenza – Kemer (20 min) | –         | 95,35 km  |
| Frazione 1 | 28 feb | PS2    | 09:01  | Simena 1                    | 2,73 km   | 95,35 km  |
| Frazione 1 | 28 feb | PS3    | 09:39  | Phaselis 1                  | 16,42 km  | 95,35 km  |
| Frazione 1 | 28 feb | PS4    | 10:27  | Silyon 1                    | 29,87 km  | 95,35 km  |
| Frazione 1 | 28 feb |        | 11:57  | Assistenza – Kemer (20 min) | –         | 95,35 km  |
| Frazione 1 | 28 feb | PS5    | 13:45  | Perge 1                     | 14,91 km  | 95,35 km  |
| Frazione 1 | 28 feb | PS6    | 14:48  | Silyon 2                    | 29,87 km  | 95,35 km  |
| Frazione 1 | 28 feb |        | 16:38  | Assistenza – Kemer (45 min) | –         | 95,35 km  |
|            |        |        |        |                             |           |           |
| Frazione 2 | 1º mar |        | 06:03  | Assistenza – Kemer (20 min) | –         | 158,52 km |
| Frazione 2 | 1º mar | PS7    | 07:11  | Olympos 1                   | 20,44 km  | 158,52 km |
| Frazione 2 | 1º mar | PS8    | 07:54  | Kumluca 1                   | 28,92 km  | 158,52 km |
| Frazione 2 | 1º mar |        | 09:49  | Assistenza – Kemer (20 min) | –         | 158,52 km |
| Frazione 2 | 1º mar | PS9    | 11:02  | Phaselis 2                  | 15,48 km  | 158,52 km |
| Frazione 2 | 1º mar | PS10   | 11:55  | Myra 1                      | 24,10 km  | 158,52 km |
| Frazione 2 | 1º mar | PS11   | 12:58  | Kemer 1                     | 20,29 km  | 158,52 km |
| Frazione 2 | 1º mar |        | 14:08  | Assistenza – Kemer (20 min) | –         | 158,52 km |
| Frazione 2 | 1º mar | PS12   | 15:01  | Olympos 2                   | 20,44 km  | 158,52 km |
| Frazione 2 | 1º mar | PS13   | 15:44  | Kumluca 2                   | 28,92 km  | 158,52 km |
| Frazione 2 | 1º mar |        | 17:29  | Assistenza – Kemer (45 min) | –         | 158,52 km |
|            |        |        |        |                             |           |           |
| Frazione 3 | 2 mar  |        | 07:03  | Assistenza – Kemer (20 min) | –         | 84,01 km  |
| Frazione 3 | 2 mar  | PS14   | 08:01  | Simena 2                    | 2,73 km   | 84,01 km  |
| Frazione 3 | 2 mar  | PS15   | 08:49  | Myra 2                      | 24,10 km  | 84,01 km  |
| Frazione 3 | 2 mar  | PS16   | 09:32  | Arykanda                    | 12,00 km  | 84,01 km  |
| Frazione 3 | 2 mar  |        | 11:07  | Assistenza – Kemer (20 min) | –         | 84,01 km  |
| Frazione 3 | 2 mar  | PS17   | 13:00  | Perge 2                     | 24,97 km  | 84,01 km  |
| Frazione 3 | 2 mar  | PS18   | 14:13  | Kemer 2                     | 20,50 km  | 84,01 km  |
| Frazione 3 | 2 mar  |        | 14:53  | Assistenza – Kemer (20 min) | –         | 84,01 km  |
| Totale     | Totale | Totale | Totale | Totale                      | Totale    | 337,88 km |

## Risultati

### Classifica
| Pos.                         | Nº       | Pilota                | Co-pilota          | Auto                   | Squadra                  | Classe    | Tempo     | Distacco | Punti    |
| Generale                     | Generale | Generale              | Generale           | Generale               | Generale                 | Generale  | Generale  | Generale | Generale |
| ---------------------------- | -------- | --------------------- | ------------------ | ---------------------- | ------------------------ | --------- | --------- | -------- | -------- |
| 1.                           | 19       | Carlos Sainz          | Marc Martí         | Citroën Xsara WRC      | Citroën Total            | WRC       | 4h32'14"1 | –        | 10       |
| 2.                           | 2        | Richard Burns         | Robert Reid        | Peugeot 206 WRC (2002) | Marlboro Peugeot Total   | WRC       | 4h33'02"0 | +47"9    | 8        |
| 3.                           | 5        | François Duval        | Stéphane Prévot    | Ford Focus RS WRC 02   | Ford Rallye Sport        | WRC       | 4h34'00"6 | +1'46"5  | 6        |
| 4.                           | 17       | Colin McRae           | Derek Ringer       | Citroën Xsara WRC      | Citroën Total            | WRC       | 4h34'23"2 | +2'09"1  | 5        |
| 5.                           | 21       | Gilles Panizzi        | Hervé Panizzi      | Peugeot 206 WRC (2001) | Bozian Racing            | WRC       | 4h34'55"7 | +2'41"6  | 4        |
| 6.                           | 4        | Markko Märtin         | Michael Park       | Ford Focus RS WRC 02   | Ford Rallye Sport        | WRC       | 4h35'39"0 | +3'24"9  | 3        |
| 7.                           | 15       | Toni Gardemeister     | Paavo Lukander     | Škoda Octavia WRC Evo3 | Škoda Motorsport         | WRC       | 4h37'27"1 | +5'13"0  | 2        |
| 8.                           | 8        | Tommi Mäkinen         | Kaj Lindström      | Subaru Impreza WRC2003 | 555 Subaru WRT           | WRC       | 4h39'32"7 | +7'18"6  | 1        |
| 9.                           | 1        | Marcus Grönholm       | Timo Rautiainen    | Peugeot 206 WRC (2002) | Marlboro Peugeot Total   | WRC       | 4h43'06"3 | +10'52"2 | -        |
| 10.                          | 11       | Freddy Loix           | Sven Smeets        | Hyundai Accent WRC3    | Hyundai World Rally Team | WRC       | 4h43'54"5 | +11'40"4 | -        |
| Campionato piloti Junior WRC |          |                       |                    |                        |                          |           |           |          |          |
| 1. (15.)                     | 54       | Kosti Katajamäki      | Miikka Anttila     | Volkswagen Polo S1600  | -                        | A6 / JWRC | 5h08'56"6 | –        | 10       |
| 2. (16.)                     | 69       | Salvador Cañellas Jr. | Xavier Amigò Colón | Suzuki Ignis S1600     | -                        | A6 / JWRC | 5h14'01"4 | +5'04"8  | 8        |
| 3. (18.)                     | 70       | Guy Wilks             | Phil Pugh          | Ford Puma S1600        | -                        | A6 / JWRC | 5h18'05"1 | +9'08"5  | 6        |
| 4. (19.)                     | 64       | Ville-Pertti Teuronen | Harri Kaapro       | Suzuki Ignis S1600     | -                        | A6 / JWRC | 5h22'19"2 | +13'22"6 | 5        |
| 5. (21.)                     | 76       | Luca Cecchettini      | Marco Muzzarelli   | Fiat Punto S1600       | -                        | A6 / JWRC | 5h38'05"6 | +29'09"0 | 4        |
| 6. (24.)                     | 65       | Abdo Feghali          | Joseph Matar       | Ford Puma S1600        | -                        | A6 / JWRC | 5h50'18"0 | +41'21"4 | 3        |
| 7. (26.)                     | 57       | Dimităr Iliev         | Petăr Sivov        | Peugeot 206 S1600      | -                        | A6 / JWRC | 6h06'39"4 | +57'42"8 | 2        |

| Principali ritiri | Principali ritiri | Principali ritiri | Principali ritiri      | Principali ritiri      | Principali ritiri        | Principali ritiri | Principali ritiri   | Principali ritiri |
| PS                | Nº                | Pilota            | Co-pilota              | Auto                   | Squadra                  | Classe            | Causa               | Pos.              |
| ----------------- | ----------------- | ----------------- | ---------------------- | ---------------------- | ------------------------ | ----------------- | ------------------- | ----------------- |
| PS 3              | 61                | Brice Tirabassi   | Jacques-Julien Renucci | Renault Clio S1600     | -                        | A6 / JWRC         | Incidente           | 23º               |
| PS 4              | 6                 | Mikko Hirvonen    | Jarmo Lehtinen         | Ford Focus RS WRC 02   | Ford Rallye Sport        | WRC               | Sospensione         | 15º               |
| PS 4              | 7                 | Petter Solberg    | Phil Mills             | Subaru Impreza WRC2003 | 555 Subaru WRT           | WRC               | Sterzo              | 1º                |
| PS 4              | 18                | Sébastien Loeb    | Daniel Elena           | Citroën Xsara WRC      | Citroën Total            | WRC               | Carburante esaurito | 9º                |
| PS 5              | 71                | Urmo Aava         | Kuldar Sikk            | Suzuki Ignis S1600     | -                        | A6 / JWRC         | Sospensione         | 24º               |
| PS 6              | 74                | Kris Meeke        | Chris Patterson        | Opel Corsa S1600       | -                        | A6 / JWRC         | Ruota persa         | 21º               |
| PS 7              | 10                | Armin Schwarz     | Manfred Hiemer         | Hyundai Accent WRC3    | Hyundai World Rally Team | WRC               | Sospensione         | 8º                |
| PS 7              | 14                | Didier Auriol     | Denis Giraudet         | Škoda Octavia WRC Evo3 | Škoda Motorsport         | WRC               | Motore              | 11º               |
| PS 13             | 3                 | Harri Rovanperä   | Risto Pietiläinen      | Peugeot 206 WRC (2002) | Marlboro Peugeot Total   | WRC               | Semiasse posteriore | 12º               |
| PS 15             | 52                | Daniel Carlsson   | Mattias Andersson      | Suzuki Ignis S1600     | -                        | A6 / JWRC         | Sospensione         | 17º               |

Legenda
| Icona | Classe                                                                                  |
| ----- | --------------------------------------------------------------------------------------- |
| WRC   | Equipaggio di classe A8 che può conquistare punti per il campionato costruttori WRC     |
| WRC   | Equipaggio di classe A8 che non può conquistare punti per il campionato costruttori WRC |
| PWRC  | Equipaggio registrato al campionato PWRC                                                |
| JWRC  | Equipaggio registrato al campionato Junior WRC                                          |
|       | Ulteriori classificazioni                                                               |

### Prove speciali
| Frazione   | Data   | Prova | Ora   | Nome            | Lunghezza | Vincitori                                                     | Tempo   | Velocità media | Leader del rally                  |
| ---------- | ------ | ----- | ----- | --------------- | --------- | ------------------------------------------------------------- | ------- | -------------- | --------------------------------- |
| Frazione 1 | 27 Feb | PS1   | 19:00 | Efes Pilsen SSS | 1,55 km   | Marcus Grönholm Timo Rautiainen                               | 1'12"1  | 77,39 km/h     | Marcus Grönholm Timo Rautiainen   |
| Frazione 1 | 28 Feb | PS2   | 09:01 | Simena 1        | 2,73 km   | Harri Rovanperä Risto Pietiläinen e Petter Solberg Phil Mills | 1'52"7  | 87,20 km/h     | Petter Solberg Phil Mills         |
| Frazione 1 | 28 Feb | PS3   | 09:39 | Phaselis 1      | 16,42 km  | Petter Solberg Phil Mills                                     | 12'28"6 | 78,96 km/h     | Petter Solberg Phil Mills         |
| Frazione 1 | 28 Feb | PS4   | 10:27 | Silyon 1        | 29,87 km  | Harri Rovanperä Risto Pietiläinen                             | 23'51"8 | 75,10 km/h     | Harri Rovanperä Risto Pietiläinen |
| Frazione 1 | 28 Feb | PS5   | 13:45 | Perge 1         | 14,91 km  | Markko Märtin Michael Park                                    | 11'50"5 | 75,55 km/h     | Harri Rovanperä Risto Pietiläinen |
| Frazione 1 | 28 Feb | PS6   | 14:48 | Silyon 2        | 29,87 km  | Harri Rovanperä Risto Pietiläinen                             | 23'19"1 | 76,86 km/h     | Harri Rovanperä Risto Pietiläinen |
|            |        |       |       |                 |           |                                                               |         |                | Harri Rovanperä Risto Pietiläinen |
| Frazione 2 | 1º Mar | PS7   | 07:11 | Olympos 1       | 20,44 km  | Harri Rovanperä Risto Pietiläinen                             | 16'45"1 | 73,21 km/h     | Harri Rovanperä Risto Pietiläinen |
| Frazione 2 | 1º Mar | PS8   | 07:54 | Kumluca 1       | 28,92 km  | Carlos Sainz Marc Martí                                       | 24'47"0 | 70,01 km/h     | Harri Rovanperä Risto Pietiläinen |
| Frazione 2 | 1º Mar | PS9   | 11:02 | Phaselis 2      | 15,48 km  | Marcus Grönholm Timo Rautiainen                               | 11'51"4 | 78,39 km/h     | Harri Rovanperä Risto Pietiläinen |
| Frazione 2 | 1º Mar | PS10  | 11:55 | Myra 1          | 24,10 km  | Carlos Sainz Marc Martí                                       | 21'45"4 | 66,21 km/h     | Carlos Sainz Marc Martí           |
| Frazione 2 | 1º Mar | PS11  | 12:58 | Kemer 1         | 20,29 km  | Richard Burns Robert Reid                                     | 15'06"8 | 80,59 km/h     | Carlos Sainz Marc Martí           |
| Frazione 2 | 1º Mar | PS12  | 15:01 | Olympos 2       | 20,44 km  | Markko Märtin Michael Park                                    | 16'29"6 | 74,36 km/h     | Carlos Sainz Marc Martí           |
| Frazione 2 | 1º Mar | PS13  | 15:44 | Kumluca 2       | 28,92 km  | Carlos Sainz Marc Martí                                       | 24'27"1 | 70,96 km/h     | Carlos Sainz Marc Martí           |
|            |        |       |       |                 |           |                                                               |         |                | Carlos Sainz Marc Martí           |
| Frazione 4 | 2 Mar  | PS14  | 08:01 | Simena 2        | 2,73 km   | Colin McRae Derek Ringer                                      | 1'51"3  | 88,30 km/h     | Carlos Sainz Marc Martí           |
| Frazione 4 | 2 Mar  | PS15  | 08:49 | Myra 2          | 24,10 km  | Richard Burns Robert Reid                                     | 21'20"7 | 67,49 km/h     | Carlos Sainz Marc Martí           |
| Frazione 4 | 2 Mar  | PS16  | 09:32 | Arykanda        | 12,00 km  | François Duval Stéphane Prévot                                | 8'13"4  | 87,56 km/h     | Carlos Sainz Marc Martí           |
| Frazione 4 | 2 Mar  | PS17  | 13:00 | Perge 2         | 24,97 km  | Marcus Grönholm Timo Rautiainen                               | 18'13"8 | 82,18 km/h     | Carlos Sainz Marc Martí           |
| Frazione 4 | 2 Mar  | PS18  | 14:13 | Kemer 2         | 20,50 km  | Marcus Grönholm Timo Rautiainen                               | 14'46"5 | 83,2 km/h      | Carlos Sainz Marc Martí           |

## Classifiche mondiali
Classifica piloti
| Pos. | Pos. | Pilota            | Punti |
| ---- | ---- | ----------------- | ----- |
| 1    | 3    | Richard Burns     | 18    |
| 2    |      | Colin McRae       | 17    |
| 3    | 4    | Carlos Sainz      | 16    |
| 4    | 1    | Markko Märtin     | 13    |
| 5    | 4    | Sébastien Loeb    | 12    |
| 6    | 3    | Marcus Grönholm   | 10    |
| 7    | 1    | Tommi Mäkinen     | 9     |
| 8    | 2    | François Duval    | 8     |
| 9    | N    | Gilles Panizzi    | 4     |
| 10   | 2    | Cédric Robert     | 3     |
| 10   | 2    | Petter Solberg    | 3     |
| 12   |      | Toni Gardemeister | 3     |
| 13   | 1    | Armin Schwarz     | 1     |

Classifica costruttori WRC
| Pos. | Pos. | Squadra                  | Punti |
| ---- | ---- | ------------------------ | ----- |
| 1    |      | Citroën Total            | 39    |
| 2    |      | Marlboro Peugeot Total   | 31    |
| 3    |      | Ford Rallye Sport        | 25    |
| 4    |      | 555 Subaru WRT           | 13    |
| 5    | 1    | Škoda Motorsport         | 6     |
| 6    | 1    | Hyundai World Rally Team | 3     |